# Inuyama-lijn
De Inuyama-lijn (名鉄犬山線, Meitetsu Inuyama-sen) is een spoorlijn tussen de steden Kiyosu en Kakamigahara in Japan. De lijn maakt deel uit van het netwerk van het particuliere spoorbedrijf Meitetsu in de prefectuur Aichi en Gifu.

## Geschiedenis
De Nagoya Electric Railway (later Meitetsu) opende in 1910 het gedeelte van Biwajima naar Iwakura met 600 V gelijkspanning, de lijn werd met dubbelspoor verlengd naar Inuyama in 1912. In 1922 werd het gedeelte tussen Biwajima en Iwakura verdubbeld, en in 1926 werd de lijn verlengd naar Shin-Unuma, inclusief een gecombineerde spoor- en autobrug en vanaf 1993 reden enkele treinen door over de Tsurumai-lijn van de Metro van Nagoya.
In 1948 werd de spanning verhoogd tot 1500 V gelijkspanning. De spoor- en autobrug werd in 2000 vervangen door een volledige spoorbrug.

## Treindiensten
- Myū Sukai (ミュースカイ, vliegveld trein)
- Kaisoku Tokkyū (快速特急, intercity)
- Tokkyū (特急, intercity)
- Kaisoku Kyūkō (快速急行, intercity)
- Kyūkō (急行, sneltrein)
- Junkyū (準急, sneltrein)
- Futsu (普通, stoptrein) stopt op elk station.

## Stations
| Station                      | Japans           | Verbindingen                                                         | Wijk         | Stad         | Prefectuur |
| ---------------------------- | ---------------- | -------------------------------------------------------------------- | ------------ | ------------ | ---------- |
| Biwajima (spoorwegknooppunt) | 枇杷島分岐点     | Meitetsu: Nagoya-lijn                                                | Kiyosu       | Kiyosu       | Aichi      |
| Shimo-Otai                   | 下小田井         |                                                                      | Kiyosu       | Kiyosu       | Aichi      |
| Naka-Otai                    | 中小田井         |                                                                      | Nishi-ku     | Nagoya       | Aichi      |
| Kami-Otai                    | 上小田井         | Metro van Nagoya: Tsurumai-lijn Tōkai Transport Service: Jōhoku-lijn | Nishi-ku     | Nagoya       | Aichi      |
| Nishiharu                    | 西春             |                                                                      | Kitanagoya   | Kitanagoya   | Aichi      |
| Tokushige-Nagoya-Geidai      | 徳重・名古屋芸大 |                                                                      | Kitanagoya   | Kitanagoya   | Aichi      |
| Taisanji                     | 大山寺           |                                                                      | Iwakura      | Iwakura      | Aichi      |
| Iwakura                      | 岩倉             |                                                                      | Iwakura      | Iwakura      | Aichi      |
| Ishibotoke                   | 石仏             |                                                                      | Iwakura      | Iwakura      | Aichi      |
| Hotei                        | 布袋             |                                                                      | Konan        | Konan        | Aichi      |
| Kōnan                        | 江南             |                                                                      | Konan        | Konan        | Aichi      |
| Kashiwamori                  | 柏森             |                                                                      | Fusō         | Fusō         | Aichi      |
| Fusō                         | 扶桑             |                                                                      | Fusō         | Fusō         | Aichi      |
| Kotsuyōsui                   | 木津用水         |                                                                      | Fusō         | Fusō         | Aichi      |
| Inuyamaguchi                 | 犬山口           |                                                                      | Inuyama      | Inuyama      | Aichi      |
| Inuyama                      | 犬山             | Meitetsu: Komaki-lijn, Hiromi-lijn                                   | Inuyama      | Inuyama      | Aichi      |
| Inuyama-Yūen                 | 犬山遊園         |                                                                      | Inuyama      | Inuyama      | Aichi      |
| Shin-Unuma                   | 犬山遊園         | JR Central: Takayama-lijn Meitetsu: Kakamigahara-lijn                | Kakamigahara | Kakamigahara | Gifu       |